# Sparkassen Cup 1996
Sparkassen Cup 1996 — жіночий тенісний турнір, що проходив на закритих кортах з килимовим покриттям in Лейпциг in Germany that was part of the Tier II category в рамках Туру WTA 1996. Відбувсь усьоме і тривав з 30 вересня до 6 жовтня 1996 року. Четверта сіяна Анке Губер здобула титул в одиночному розряді.

## Фінальна частина

### Одиночний розряд
Анке Губер —  Іва Майолі 5–7, 6–3, 6–1
- It was Huber's 2-й титул за сезон і 9-й — за кар'єру.

### Парний розряд
Крісті Богерт /  Наталі Тозья —  Сабін Аппельманс /  Міріам Ореманс 6–4, 6–4
- It was Boogert's 2-й титул за сезон і 2-й - за кар'єру. Для Тозья це був 1-й титул за рік і 14-й — за кар'єру.